# Jurga (fiume)
Lo Jurga (in russo Юрга?) è un fiume della Siberia Occidentale, affluente di destra del Tobol (nel bacino dell'Irtyš). Scorre nei rajon Jurginskij, Jalutorovskij e Jarkovskij dell'oblast' di Tjumen'.
Il fiume scorre con direzione mediamente nord-occidentale e sfocia nel Tobol a 289 km dalla foce. La sua lunghezza è di 127 km, l'area del bacino è di 1640 km². La larghezza del fiume nel tratto inferiore è di 10-15 metri, la profondità è di 1,5 m. Secondo i dati di osservazione dal 1947 al 1956, la portata media annua dell'acqua a 108 km dalla foce è di 0,29 m³/s. Si trova lungo l'alto corso del fiume il villaggio di Jurginskoe (centro amministrativo del distretto Jurginskij).